# 鳥取県道282号麻生国府線
鳥取県道282号麻生国府線（とっとりけんどう282ごう あそうこくふせん）は、鳥取県八頭郡八頭町から鳥取市に至る一般県道である。

## 概要
八頭郡八頭町麻生から鳥取市国府町谷に至る。

### 路線データ
- 起点：鳥取県八頭郡八頭町麻生（鳥取県道37号岩美八東線交点）
- 終点：鳥取県鳥取市国府町谷（岡益橋北交差点、鳥取県道31号鳥取国府岩美線交点）

### 路線状況

#### 重複区間
- 鳥取県道39号郡家国府線（八頭郡八頭町延命寺 - 八頭郡八頭町大坪）

#### 道路施設

##### 橋梁
- 岡益橋（袋川、鳥取市）

### 地理

#### 通過する自治体
- 鳥取県
  - 八頭郡八頭町 - 鳥取市

#### 交差する道路
| 交差する道路                        | 市町村名 | 市町村名 | 交差する場所 | 交差する場所          |
| ----------------------------------- | -------- | -------- | ------------ | --------------------- |
| 鳥取県道37号岩美八東線              | 八頭郡   | 八頭町   | 麻生         | 起点                  |
| 鳥取県道39号郡家国府線 重複区間起点 | 八頭郡   | 八頭町   | 延命寺       |                       |
| 鳥取県道39号郡家国府線 重複区間終点 | 八頭郡   | 八頭町   | 大坪         |                       |
| 鳥取県道31号鳥取国府岩美線          | 鳥取市   | 鳥取市   | 国府町谷     | 岡益橋北交差点 / 終点 |

### 沿線
- 鳥取市立国府東小学校